# Otto Pérez Molina
Otto Pérez Molina (* 1. prosince 1950, Ciudad de Guatemala) byl od ledna 2012 do 3. září 2015 prezidentem Guatemaly. Dne 2. září 2015 jej parlament jednohlasně zbavil imunity, čímž umožnil jeho stíhání kvůli podezření z korupce a celního podvodu. Soud vzápětí Pérezovi zakázal vycestovat ze země. Následujícího dne na něj vydal zatykač a Pérez na svou funkci rezignoval. Poté byl vyslýchán a noc již strávil ve vězení.
Pérez je podezřelý z řízení korupční sítě v celních úřadech, jeho viceprezidentka Roxana Baldettiová se podle policie na podvodech rovněž podílela. Pérez tvrdí, že se v této věci neobohatil. Vyšetřovatelé jsou však přesvědčeni, že bývalý prezident získal na úplatcích 3,7 milionu dolarů (přes 89 milionů Kč) od dovozců zboží, kteří díky tomu získávali nezákonné slevy z celních poplatků.
Mandát Péreze, kterého ve funkci nahradil viceprezident země Alejandro Maldonado Aguirre, měl původně skončit v lednu 2016. Dalších prezidentských voleb se Pérez nemůže účastnit, ať už se jeho případ vyvine jakkoli. Guatemalská ústava povoluje u prezidenta pouze jedno funkční období.